# الانتخابات الرئاسية التونسية 1964
الانتخابات الرئاسية التونسية 1964 هي انتخابات رئاسية نظمت في تونس في 8 نوفمبر 1964. هي ثاني انتخابات من نوعها. تعتبر هذه الانتخابات مزورة ومزيفة.

الحبيب بورقيبة في ثاني ولاية له حتى هذه الانتخابات، هو المرشح الوحيد فيها، وذلك عن حزب الحزب الاشتراكي الدستوري. فاز بورقيبة بهذه الانتخابات بنسبة 100%.
|                            |                                         | الأصوات   | % من المسجلين   | % من المصوتين |
| -------------------------- | --------------------------------------- | --------- | --------------- | ------------- |
| المسجلين                   | المسجلين                                | 534 301 1 |                 |               |
| المصوتين                   | المصوتين                                | 947 257 1 | 96.65%          |               |
| الأصوات المصرح بها         | الأصوات المصرح بها                      | 153 255 1 |                 | 99.8%         |
| الأصوات البيضاء أو التالفة | الأصوات البيضاء أو التالفة              | 794 2     |                 | 0.2%          |
| الإمتناع عن التصويت        | الإمتناع عن التصويت                     | 587 43    | 3.35%           |               |
|                            |                                         |           |                 |               |
| المرشح الحزب السياسي       | المرشح الحزب السياسي                    | الأصوات   | % من المصرح بها |               |
|                            | الحبيب بورقيبة الحزب الاشتراكي الدستوري | 153 255 1 | 100%            |               |

## مقالات ذات صلة
- الانتخابات التشريعية التونسية 1964